# Gaius Caesius Silvester
Gaius Caesius Silvester (vollständige Namensform Gaius Caesius Gai filius Oufentina Silvester) war ein im 1. und 2. Jahrhundert n. Chr. lebender Angehöriger der römischen Armee. Durch eine Inschrift, die in Tuficum gefunden wurde, ist seine Laufbahn bekannt.
Silvester begann seine militärische Laufbahn bei den Prätorianern in Rom. Er nahm an den Dakerkriegen Trajans teil und erhielt Torques, Armillae und Phalerae als militärische Auszeichnungen (donis donato bello Dacico bis torquibus armillis phaleris). Nach der regulären Dienstzeit von 16 Jahren schied er im Range eines Benefiziariers des Prätorianerpräfekten ehrenvoll bei den Prätorianern aus.
Im Anschluss trat Silvester als Evocatus erneut in die Armee ein und wurde zum Centurio in der Legio II Augusta befördert, die ihr Hauptlager in Isca Silurum in der Provinz Britannia hatte. Danach diente er als Centurio in folgenden Legionen (in dieser Reihenfolge): in der Legio IIII Flavia Felix, die ihr Hauptlager in Singidunum in der Provinz Moesia superior hatte, in der Legio III Gallica, die ihr Hauptlager in Raphaneia in der Provinz Syria hatte, in der Legio VI Ferrata, die ihr Hauptlager in Caparcotna in der Provinz Iudaea hatte und in der Legio XXX Ulpia Victrix, die ihr Hauptlager in Vetera in der Provinz Germania inferior hatte. Im Anschluss wurde er Primus Pilus und Praefectus castrorum in der Legio IIII Flavia Felix.
Nachdem er seine militärische Karriere beendet hatte, kehrte er in seine Heimatstadt zurück, in der er als Patron und Pontifex tätig wurde und in der er durch zahlreiche weitere Inschriften nachgewiesen ist. Durch Antoninus Pius wurde er zum curator viarum et pontium Umbriae et Piceni ernannt.
Silvester war in der Tribus Oufentina eingeschrieben. Durch eine Inschrift aus Tuficum ist auch seine Ehefrau Cesidia Eutich[] bekannt. Durch eine weitere Inschrift, die auf den 26. November 141 datiert ist, ist belegt, dass er dem Stadtrat empfahl, dem Centurio Aetrius Ferox aus der Legio II Traiana fortis eine Statue zu errichten und dass der Antrag angenommen wurde. Eine unvollständig erhaltene Inschrift mit seiner Laufbahn wurde auch in Attidium gefunden.
Die Inschrift mit seiner Laufbahn wird bei der Epigraphik-Datenbank Clauss-Slaby auf 141/161 datiert. Marcus Reuter datiert die Inschrift auf kurz vor 141. James Robert Summerly datiert die Laufbahn von Silvester als Centurio in einen Zeitraum zwischen 107 und 141. Marcus Reuter datiert seine Versetzung zur Legio XXX Ulpia Victrix auf ca. 130. James Robert Summerly nimmt an, dass er in den beiden Legionen im Osten des römischen Reiches entweder zur Zeit des Partherkriegs Trajans oder während des Bar-Kochba-Aufstands unter Hadrian diente.